# Municipio de Isley
El municipio de Isley (en inglés: Isley Township) es un municipio ubicado en el condado de Ransom en el estado estadounidense de Dakota del Norte. En el año 2010 tenía una población de 44 habitantes y una densidad poblacional de 0,47 personas por km².

## Geografía
El municipio de Isley se encuentra ubicado en las coordenadas 46°20′00″N 97°57′42″O / 46.33333, -97.96167. Según la Oficina del Censo de los Estados Unidos, el municipio tiene una superficie total de 93.52 km², de la cual 92,93 km² corresponden a tierra firme y (0,62 %) 0,58 km² es agua.

## Demografía
Según el censo de 2010, había 44 personas residiendo en el municipio de Isley. La densidad de población era de 0,47 hab./km². De los 44 habitantes, el municipio de Isley estaba compuesto por el 93,18 % blancos, el 6,82 % eran afroamericanos. Del total de la población el 2,27 % eran hispanos o latinos de cualquier raza.